# North Port (Whiskybrennerei)
North Port war eine Whiskybrennerei in der Stadt Brechin, Angus, in Schottland.

## Geschichte
Die Brennerei North Port wurde 1820 von dem Landwirt David Guthrie in Brechin gegründet. Im Jahre 1823 übernahmen Guthries Söhne David John und Alexander die Führung der Brennerei. 1922 wurde die Destillerie von Distiller Company Ltd. (DCL) übernommen, welche sie bis zur Schließung 1983 leiteten. Die Brennerei wurde außerdem zwischenzeitlich 1928 vorübergehend stillgelegt, jedoch 1937 wiedereröffnet. Das Gelände wurde 1990 verkauft und die Gebäude abgerissen. Auf dem Gelände wurde dann ein Supermarkt errichtet. Die Distillery Road, welche an dem Gelände vorbeiführt, erinnert heute noch an die ehemalige Brennerei.

## Produktion
Das benötigte Wasser stammte aus dem Loch Lee. Die Brennerei nutzte je eine Grobbrandblase (Wash Stills) und Feinbrandblase (Spirit Still).

## Abfüllungen
North Port produzierte auch Single-Malt-Abfüllungen, die heute teilweise noch im Rahmen der Rare Malt Series erhältlich sind. Des Weiteren sind mehrere Abfüllungen unabhängiger Abfüller erhältlich.